# 接杀 (板球)

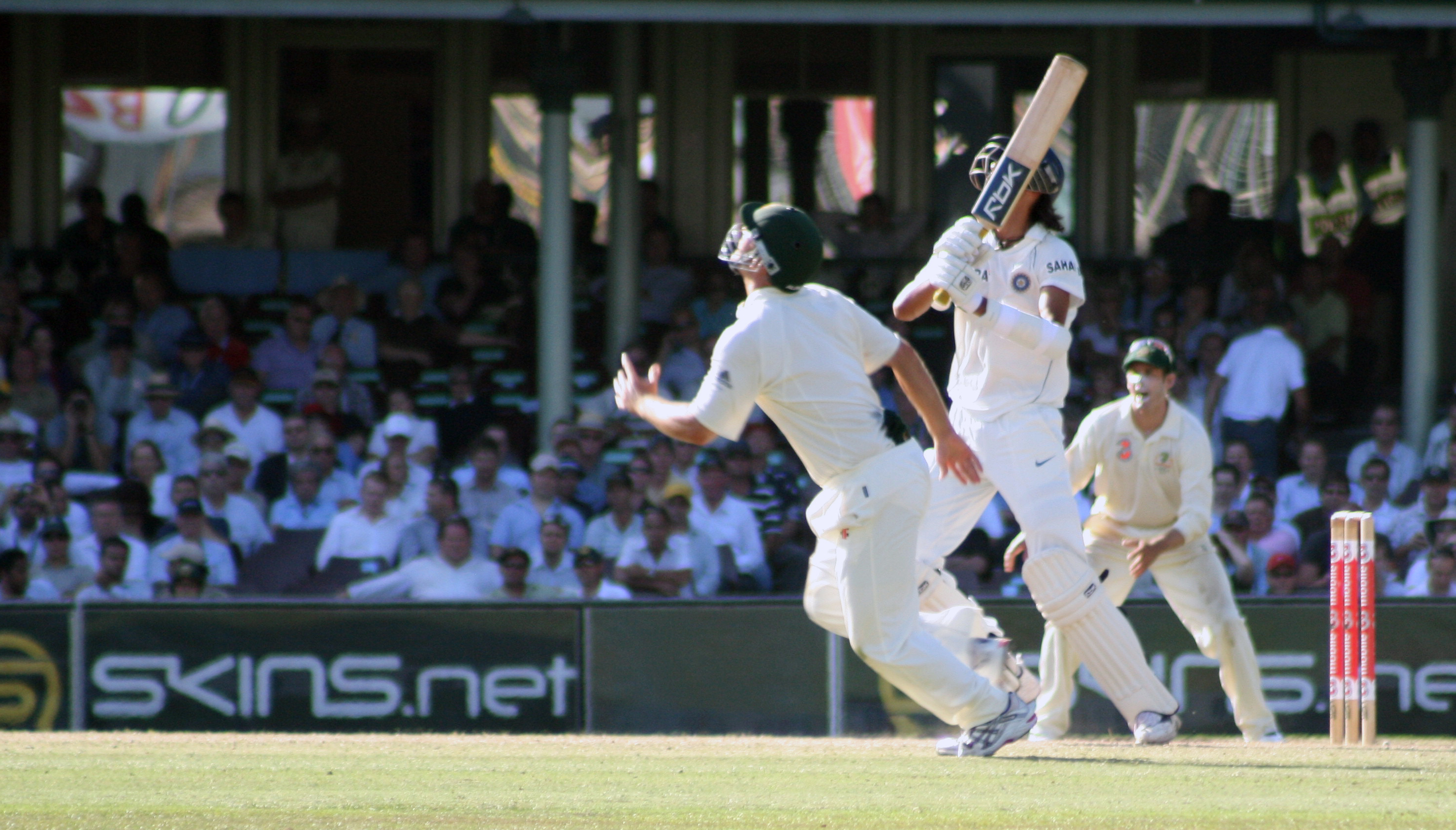
一个澳大利亚的外野手跑着去接杀

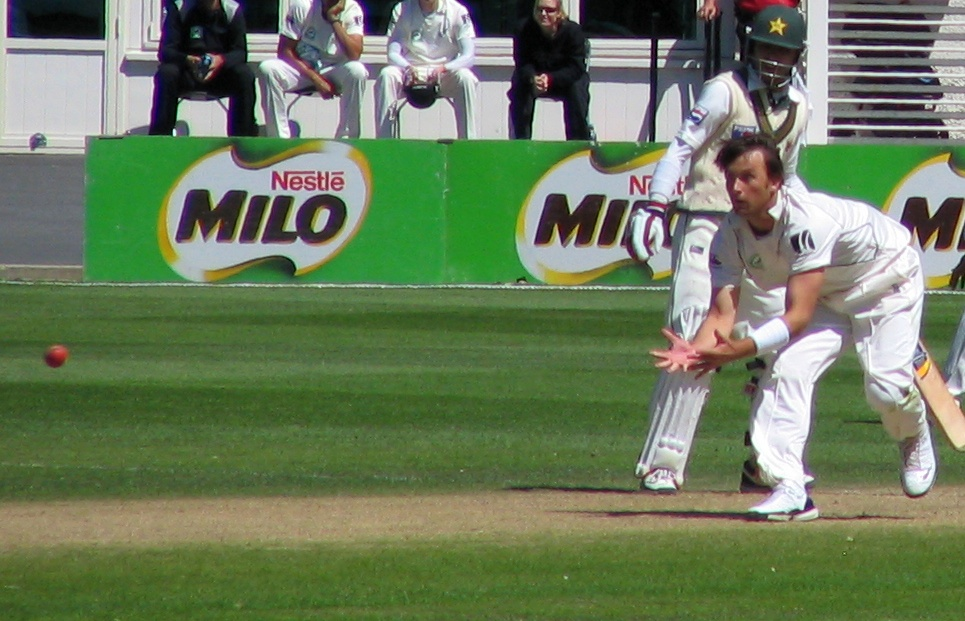
新西兰的快速投球手 沙恩邦德 即将接杀 穆罕默德优素福 并且击杀（投杀）

接杀在板球运动中是一种使击球手出局的方式。在高水平的比赛中，接杀出局是最常用的出局方式。这种出局方式由 板球规则 的第32条规定如下：
如果球已经触碰了击球手的球板或握着球板的手套，在球道的范围内，球没有弹跳一次就被外野手完全接住了，击球手被接杀出局。如果击球手可能被接杀出局或其他的方式出局，除了投杀，接杀优先。
这就意味着击球手不可能被接杀出局，如果
- 球是 坏球 或 死球。
- 击球手没有用他的 球板 或戴着手套的手握着球板击球。
- 球已经被击打过,并且在外野手接球之前触地。
- 外野手并没有控制住球
- 球被击打并且落到 边界线外面;得 (6分)。
- 外野手接杀的过程中触动了边界线的绳子或边界线以外的区域。
- 球轻擦过外野手的头盔,再次弹回到空中然后被接住。

如果击球手被接杀出局,不管他得多少跑分都无效。如果球是由 捕手接杀的，那么非正式地被称为 "后部接杀"。球由 投球手 接杀被称为 "接杀和投杀" (这与 投杀出局无关)，经常在计分卡上被标记为 c. 和 b. 或者 c&b 跟随着投球手的名字。
如果被宣布接杀或者是很明显的接杀，队员不需要 诉诸 裁判员；击球手通常自己承认出局。然而，在球擦过球板的边缘，或球即将落地就被接起，或球似乎落到击球手的脚上有弹起 (因此这些都没有触地)，或球似乎打到击球手的球板但弹回到球道的表面 (跳球)，或者如果击球手不情愿接受出局，接球方将这一决定诉诸裁判员。
如果击球手被接杀,投球手被奖给击球手的三柱門和接球的外野手被奖给使击球手出局的成绩。如果两个击球手互相对跑，在被接杀前，试图得跑分，在新的即将就位的击球手成为陪跑员，在一轮的最后一个球击倒三柱門例外, 当击球手与新的击球手对跑后又成为击球员的情况也例外。

## 庆祝
2000年以前，板球规则定义当队员已经"完全掌控球的进一步的去向"。严格来说，这意味着知道他或她扔掉球后，或者扔给另一个队员，或者尤其是不扔给任何人，这时才完成接杀。
对于这个原因，甚至今天板球队员将球高高地扔到空中而庆贺接杀。在 1999 板球世界杯的超级6分的比赛中, 赫彻乐吉布斯 接杀澳大利亚的队长 史蒂夫沃 但是当吉布斯被判定在试图将球高抛到空中庆贺时，夫沃当时没有出局。 夫沃接着得120分而赢得比赛，并没有出局， 从而使他们队获得半决赛的资格，澳大利亚队继续赢得联赛。

## 请参阅
- 板球比赛规则